# J Carleton
Mrs J Carleton, död 1915, frälsningsofficer, sångförfattare.
Hon var dotter till frälsningsofficerare och var bofast i Belfast innan hon själv blev officer. Hon var gift med Kommendör John Carleton.

## Psalmer
- En natt ett budskap ljöd så klart